# Ассистанс
Асси́станс (от фр. assistance — помощь) — услуги, оказываемые выехавшим за рубеж туристам в соответствии с условиями договора страхования. Данные услуги предоставляются при наступлении страхового случая в натуральной форме или в виде денежных средств через медицинское, финансовое и техническое содействие. 
Услуги ассистанса оказываются специализированными ассистанс-компаниями, являющимися посредниками между страховой компанией и её компаньонами (медицинскими центрами, туристическими агентствами, транспортными организациями). Ассистанс-компании оказывают содействие туристам, находящимся за рубежом, при медицинском обслуживании, организации госпитализации и лечения, транспортировки к месту постоянного проживания, в технической помощи на дорогах и так далее. Также ассистанс-компании занимаются локализацией последствий страхового случая, проводят экспертизу и дают экспертное заключение о причинах возникновения страхового события, оценивают размер ущерба и организуют работы по ликвидации последствий страхового события, занимаются урегулированием претензий.
Договор оказания услуг ассистанса заключается между страховыми компаниями  и ассистанс-компаниями. Услуги при этом оказываются  всем, кто имеет полис страхования выезжающих за границу: частным лицам, индивидуальным предпринимателям, туристским группам, организациям, командирующим своих работников на работу за рубеж. Стоимость услуг ассистанса зависит от перечня выбранных услуг. Стоимость страхового полиса, включающего в себя услуги медицинского ассистанса, зависит от срока пребывания за границей и территориальной зоны, тарифы по автомобильному ассистансу зависят от срока пребывания за границей.